# 타케우치 료마
타케우치 료마(竹内 涼真, 1993년 4월 26일 ~ )는 일본의 배우, 패션 모델이다. 본명은 타케우치 료(竹内 崚). 도쿄도 출신. 호리프로 소속. 신장은 185cm, 혈액형은 A형이다.

## 약력
삼촌의 영향으로 4세부터 축구를 시작해 도쿄 베르디 축구 학교 미하라에 소속 된다. 또한 고교 시절에 도쿄 베르디 유소년 팀에 소속했다. 동기로는 스기모토 유지, 미나미 슈토, 타테노 슌스케, 타나카 타카히로가 있다. 포지션은 수비수(DF)였다. 축구 선수로서 추천으로 대학에 진학했지만, 부상으로 인해 “나는 프로 선수가 될 수 없다”고 생각해 축구를 포기했다. 타케우치는 물론 나서고 싶어하는 성격이였지만, 영화나 드라마 등을 좋아했기 때문에 연예계에도 조금 관심을 표시했다. 2013년 4월 여성 패션 잡지 〈mina〉에서 첫 남성 전속 모델 오디션인 ‘mina 카레 그랑프리’에 지인의 추천으로 응모하여 2,457명중에서 그랑프리를 수상했다. 이를 계기로 호리프로에 소속하게 되어, 〈타케우치 료마(竹内 涼真)〉라는 이름으로 연예 활동을 시작하게 되었다. 데뷔 이전부터 가면라이더 역을 맡는 것을 목표로 하고 있었다. 같은 해 8월에는 ‘제43회 도쿄 모터쇼 2013’ 공식 서포터즈 가족으로 결성된 〈쿠루마가 사람들〉에서 실시한 ‘차남은 너다!! 오디션’에서 그랑프리에 선정되어 동년 10월부터 방송된 미니 드라마 《쿠루마가 사람들》에서 배우 데뷔하였다.
2014년 10월부터 《가면라이더 드라이브》의 주인공 토마리 신노스케 / 가면라이더 드라이브 역을 연기했다. 그 1년간의 방송 종료 후에는 2015년 10월기 TBS 계열의 일요극장 《변두리 로켓》에 출연. 후반 가우디 계획편에서는 신인이면서도 인공 심장 판막 ‘가우디’의 개발팀의 리더 역에 발탁 돼 눈길을 끌었다.
2017년 6월부터 NHK 연속 TV 소설 《병아리》에서 시마타니 준이치로 역으로 첫 아침 드라마에 출연. 같은 해 7월기부터 NTV 《과보호의 카호코》의 무기노 하츠 역에, 10월기에는 TBS 일요극장 《육왕》의 모기 히로토 역 등 연이어 주목작에 출연. 같은 해 닛케이 트렌디가 선정한 〈올해의 히트인〉에 선정되어 더 브레이크 배우 랭킹에서 1위를 차지했다. 또한 2017년 남성 사진 매출 No.1을 기록했다. 2018년 제42회 엘란도르상 신인상을 수상.
또한, 영화 《테이이치의 나라》의 오오타카 단 역으로 제30회 닛칸 스포츠 영화 대상 이시하라 유지로 신인상, 제41회 일본 아카데미상 신인 배우상을 수상했다. 같은 해 8월에는 《철벽선생》으로 로맨스 코미디 영화에 첫 주연을 맡았다.
2020년 1월기에 방송된 《테세우스의 배》에서 일요극장 첫 주연을 맡았다.

## 인물
- 본명은 타케우치 료(竹内 崚). 〈료〉라는 이름은 울림이 좋아, 부모님이 당시는 이름에 사용하는 것은 드물었던 ‘崚’라는 글자를 썼다.[23]

- 가족 구성은 아버지, 어머니, 형제로는 2남 1녀 중 장남으로,[23][24] 여동생은 모델·배우, 인스타그램 셀럽의 타케우치 호노카.[주 1][25] 동생은 가수·유튜버의 타케우치 유이토.[주 2][26]

- 왼손잡이.[27] 취미, 특기는 노래와 축구이다.[4]

### 가면라이더 드라이브 관련
- 프로듀서 오오모리 타카히토와 모치즈키 타쿠는 이 작품에서 타케우치를 기용한 이유에 대해 연기의 능숙 함이 아니라 사람의 이야기를 듣는 능력과 흡수하는 것을 출력하는 힘을 중시했던 오디션에서의 과제에 대한 자세를 평가하고 파일럿 버전의 촬영에서도 큰 성장이 있었다고 말하고 있다.[28]

- 메인 라이터의 호리이 유우키는 토마리 신노스케 캐릭터의 이미지를 ‘조금 비뚤어진 쿨가이’로 상정하고 있었지만, 실제로 기용된 타케우치는 이미지가 다르다고 판단하고, 제9화부터 제11화에 걸쳐 ‘멋진 폼을 잡고 있었지만, 본 모습은 뜨거운’라는 타케우치 본인에게 맞는 것으로 변화시켜 갔다.[28]

- 타케우치는 제1화를 시청했을 때, 슈트 액터의 타카이와 세이지가 연기 변신 후의 《가면라이더 드라이브》는 자신이 아니라는 생각에 강한 아쉬움을 느끼고 있었다.[29] 그러나, 제20화의 애프터 레코딩에서 타카이와의 촬영 현장에 입회하지 않고 목소리를 맞춘 것이 완벽한 싱크로율에서 타카이와와 마음이 하나가 되었다고 느끼게 되었고, 이후에는 애프터 레코딩도 즐거워했다고 한다.[29]

## 출연 작품
역할의 굵은 표시는 주연 작품

### 텔레비전 드라마
| 방송일자                            | 제목                                                            | 역할                                 | 방송사    | 비고          |
| ----------------------------------- | --------------------------------------------------------------- | ------------------------------------ | --------- | ------------- |
| 2013년 10월 ~ 11월                  | 쿠루마가 사람들                                                 | 쿠루마 료마                          | 후지 TV   | 데뷔작        |
| 2014년 10월 5일 ~ 2015년 9월 27일   | 가면라이더 드라이브                                             | 토마리 신노스케 /가면라이더 드라이브 | TV 아사히 |               |
| 2015년 3월 29일                     | 수리검전대 닌닌쟈VS가면라이더 드라이브 봄방학 합체 1시간 스페셜 | 토마리 신노스케 /가면라이더 드라이브 | TV 아사히 |               |
| 2015년 10월 18일 ~ 12월 20일        | 변두리 로켓                                                     | 타치바나 요스케                      | TBS       | [ 30 ]        |
| 2016년 2월 5일 ~ 3월 25일           | 스미카 스미레 45세 젊어진 여자                                  | 츠지이 켄토                          | TV 아사히 |               |
| 2016년 2월 28일 ~ 3월 20일          | 임상범죄학자 히무라 히데오의 추리 제7화 ~ 최종화                | 오니즈카 류조                        | NTV       |               |
| 2016년 7월 9일 ~ 8월 6일            | 시간을 달리는 소녀                                              | 아사쿠라 고로                        | NTV       |               |
| 2016년 10월 8일 ~ 12월 10일         | THE LAST COP / 라스트 컵                                        | 와카야마 쇼고                        | NTV       |               |
| 2017년 6월 5일 ~ 7월 24일, 8월 31일 | 연속 TV 소설 〈병아리〉 제97화 ~ 제130화                        | 시마타니 준이치로                    | NHK       | [ 31 ]        |
| 2017년 7월 12일 ~ 9월 13일          | 과보호의 카호코                                                 | 무기노 하츠                          | NTV       | [ 32 ]        |
| 2017년 10월 15일 ~ 12월 24일        | 육왕                                                            | 모기 히로토                          | TBS       | [ 33 ]        |
| 2018년 4월 22일 ~ 6월 24일          | 블랙 페앙                                                       | 세라 마사시                          | TBS       |               |
| 2018년 9월 19일                     | 과보호의 카호코 ~2018 러브 & 드림~                              | 무기노 하츠                          | NTV       | [ 34 ]        |
| 2018년 10월 14일 ~ 12월 23일        | 변두리 로켓 2                                                   | 타치바나 요스케                      | TBS       |               |
| 2019년 1월 2일                      | 신춘 드라마 특별편 변두리 로켓                                  | 타치바나 요스케                      | TBS       |               |
| 2019년 3월 25일 ~ 28일              | 병아리 2                                                        | 시마타니 준이치로                    | NHK       |               |
| 2020년 1월 19일 ~ 3월 22일          | 테세우스의 배                                                   | 타무라 코코로                        | TBS       | [ 22 ]        |
| 2020년 5월 24일 ~ 6월 28일          | 연속 드라마 W 〈태양은 움직이지 -THE ECLIPSE-〉                 | 타오카 료이치                        | WOWOW     |               |
| 2020년 11월 7일 ~ 12월 26           | 타케우치 료마의 촬휴                                            | 타케우치 료마 (본인)                 | WOWOW     | [ 35 ] [ 36 ] |
| 2021년 1월 17일 ~ 3월 21일          | 너와 세상이 끝나는 날에 Season1                                 | 마미야 히비키                        | NTV       | [ 37 ]        |
| 2022년 2월 25일 <방송 예정>         | 너와 세상이 끝나는 날에 특별편                                  | 마미야 히비키                        | NTV       |               |

### 영화
| 개봉일자                | 제목                                                                             | 역할                                  | 배급사             | 비고      |
| ----------------------- | -------------------------------------------------------------------------------- | ------------------------------------- | ------------------ | --------- |
| 2014년 9월 6일          | 인 더 영웅                                                                       | 빈칸                                  | 도에이             |           |
| 2014년 12월 13일        | 가면라이더×가면라이더 드라이브&가이무 MOVIE 대전 풀 스로틀                       | 토마리 신노스케 / 가면라이더 드라이브 | 도에이             |           |
| 2015년 3월 21일         | 수퍼 히어로 대전 GP 가면라이더 3호                                               | 토마리 신노스케 / 가면라이더 드라이브 | 도에이             |           |
| 2015년 8월 8일          | 극장판 가면라이더 드라이브 서프라이즈·퓨처                                       | 토마리 신노스케 / 가면라이더 드라이브 | 도에이             |           |
| 2015년 12월 12일        | 가면라이더×가면라이더 고스트&드라이브 초 MOVIE 대전 제네시스                     | 토마리 신노스케 / 가면라이더 드라이브 | 도에이             | [ 38 ]    |
| 2016년 8월 20일         | 푸른 하늘 옐                                                                     | 야마다 다이스케                       | 도호               | [ 39 ]    |
| 2016년 12월 10일        | 가면라이더 헤이세이 제너레이션즈 Dr.팩맨 대 에그제이드&고스트 with 레전드 라이더 | 토마리 신노스케 / 가면라이더 드라이브 | 도에이             |           |
| 2017년 4월 29일         | 테이이치의 나라                                                                  | 오오타카 단                           | 도호               | [ 40 ]    |
| 2017년 5월 3일          | 라스트 컵 THE MOVIE                                                              | 와카야마 쇼고                         | 쇼치쿠             |           |
| 2018년 8월 1일          | 철벽선생                                                                         | 히로미츠 유키                         | 도호               | [ 41 ]    |
| 2018년 11월 3일         | 달려라 T학교 농구부                                                              | 사토 준                               | 도에이             | 우정 출연 |
| 2019년 9월 20일         | 첫사랑 로스타임                                                                  | 아사미 잇세이                         | KADOKAWA           |           |
| 2021년 3월 5일          | 태양은 움직이지 않는다                                                           | 타오카 료이치                         | 워너 브라더스 영화 | [ 43 ]    |
| 2022년 <여름 공개 예정> | 아키라와 아키라                                                                  | 야마자키 에이                         | 도호               |           |

### 무대
| 공연일자         | 제목                 | 역할   | 공연장소 | 비고   |
| ---------------- | -------------------- | ------ | --- | ------ |
| 2021년 5월 ~ 7월 | 뮤지컬 〈17 어게인〉 | 마이크 | 도쿄타테모노Brillia HALL / 효고현립 예술 문화 센터 KOBELCO 대홀 / 도스 시민 문화회관 대홀 / 히로시마 문화 학원 HBG 홀 / 나고야 미소노자 | [ 44 ] |

### 극장판·TV 애니메이션
| 개봉/방송일자 | 제목                           | 역할   | 배급사/방송사 | 비고              |
| ------------- | ------------------------------ | ------ | ------------- | ----------------- |
| 2021년 <예정> | 사슴의 왕 -유나와 약속의 여행- | 홋사루 | 도호          | 극장판 애니메이션 |

### 외화 더빙
| 개봉/방송일자  | 제목          | 역할                         | 배급사/방송사      | 비고                      |
| -------------- | ------------- | ---------------------------- | ------------------ | ------------------------- |
| 2019년 5월 3일 | 명탐정 피카츄 | 팀 굿맨 (저스티스 스미스 분) | 워너 브라더스 영화 | 미국 영화 / 일본어판 더빙 |

### WEB·전달 드라마
- 10일 운명의 연인을 찾아내는 방법 (2014년, BeeTV) - 노미야 역[47]
- d 비디오 스페셜 가면 라이더 4호 (2015년, 도에이) - 토마리 신노스케 / 가면라이더 드라이브 역
- 임상범죄학자 히무라 히데오의 추리 Another Story3 (2016년, Hulu) - 오니즈카 류조 역
- 너와 세상이 끝나는 날에 - 마미야 히비키 역
  - Season2 (2021년 3월 21일 ~ 4월 25일, Hulu)[37]
  - Season3 (2022년 2월 25일 ~ , Hulu)[48]

### 게임
- 가면라이더 시리즈 (반다이 남코 엔터테인먼트) - 가면라이더 드라이브 역
  - 가면라이더 배틀간상승 (2014년, 데이터 카드 다스)
  - 가면라이더 사몬라이도! (2014년, PS3·Wii U)
  - 가면라이더 배틀라이드 워 창생 (2016년, PS4·PS3·PS Vita)
  - 올 가면라이더 레볼루션 (2016년, 3DS)
  - 가면라이더 클라이막스 전투 (2017년 12월 7일, PS4)
  - 가면라이더 클라이막스 스크램블 지오 (2018년 11월 29일, Nintendo Switch)

### 교양·다큐멘터리
- 2018 FIFA 월드컵 (2018년 5월, TBS) - 스페셜 서포터[49]

### 버라이어티
- 앗코에게 맡겨 줘! (TBS) - 준 레귤러

### PV
- whiteeeen 〈기적 ~미래로~ (キセキ〜未来へ〜)〉 (2016년) ※영화 《푸른 하늘 옐》 중에서[50]
- 영화 철벽선생 × TWICE 〈I WANT YOU BACK〉 (2018년)[51]

### 오리지널 비디오
- 드라이브 사가
  - 가면라이더 체이서 (2016년 4월 20일) - 토마리 신노스케 / 가면라이더 드라이브 역
  - 가면라이더 마하 / 가면라이더 하트 (2016년 11월 16일) - 토마리 신노스케 역

### 광고(CM)
- 닛신 식품 컵 누들 〈SURVIVE! 취직 빙하기〉편 (2014년)
- 반다이 〈가면라이더 초코 비스킷 볼〉 (2015년)
- 롯데
  - 소우 (2016년 3월)
  - 모나왕 (2017년)
  - EAT MINT껌 (2017년 11월 ~ 2020년)
  - 쿨리쉬 (2018년 4월 ~ 2020년)
  - 가나 밀크 초콜릿 〈철벽선생 사랑이구나.〉편 (2018년 7월) - 하마베 미나미와 공동 출연
- 도쿄 코믹스 컨벤션 2016·2017 (2016년·2017년) - 미·일 친선 대사
- 메나노 화장품 〈약용 뷔네〉 (2017년 ~ )
- 소프트뱅크 (2017년 9월 ~ 2020년)
  - 시라토케 시리즈 (2017년 9월 ~ 2019년)
  - 소프트뱅크 5G (2020년 1월)
- 후지 필름 〈설날을 찍습니다 2018〉 (2017년 12월 ~ 2018년 1월)
- 아지노모토 〈Cook Do〉 (2018년 2월 ~ ) - 하마베 미나미와 남매 역으로 공동 출연
- 일본 코카-콜라 〈캐나다 드라이 더 탄산〉 (2018년 3월 ~ 2019년)
- 미즈노 〈미즈노 교육〉 (2018년 11월 ~ 2020년)
- 다이쥬 생명 보험 〈미쓰이 생명은 큰 나무 생활에〉 이미지 캐릭터 (2019년 3월 ~ ) - 토다 에리카와 공동 출연
- 미츠비시 자동차
  - eK 크로스 (2019년 ~ )
  - eK 크로스 공간 (2020년 ~ )
  - eK 공간 "(2020년 ~ )
- 마이 나비 〈마이 나비 전직〉 (2020년 1월)
- 기린 맥주 〈기린 츄하이 시칠리아산 레몬〉 (2020년 9월 ~ )
- NTT 소루마레 〈코믹 시모어 만화 사랑, 넘치고 있습니다. 시리즈〉 (2020년 ~ )

## 서적

### 사진집
- Ryomania (2015년 7월 31일, 주부의 생활사) ISBN 978-4-07-412369-8
- 1mm (2017년 7월 22일, 슈에이샤) ISBN 978-4-08-780818-6
- Ryoma Takeuchi (2018년 7월 12일, 매거진 하우스) ISBN 978-4-8387-3009-4

## 음반
참가 작품
- 가면라이더 드라이브 / 가면라이더 3 호 / 가면라이더 4호 베스트 컬렉션 (2015년 9월 9일)
- 토마리 신노스케 (타케우치 료마), 우타지마 츠요시 (이나바 토모), 체이스 (카토오노 타이코우) 〈Spinning Wheel〉

## 수상 경력
| 연도   | 시상식                                | 부문                   | 작품            | 출처   |
| ------ | ------------------------------------- | ---------------------- | --------------- | ------ |
| 2016년 | 베스트 스타일링 어워드                | 아름다운 헤어스타일상  | 빈칸            | [ 52 ] |
| 2017년 | 닛케이 트렌디 · 2017년 히트의 인물    |                        | 빈칸            | [ 53 ] |
| 2017년 | 제30회 닛칸 스포츠 영화 대상          | 이시하라 유지로 신인상 | 테이이치의 나라 | [ 54 ] |
| 2017년 | 제94회 더 텔레비전 드라마 아카데미상  | 남우조연상             | 과보호의 카호코 | [ 55 ] |
| 2017년 | 제9회 컨피던스 어워드 드라마상        | 남우조연상             | 과보호의 카호코 | [ 56 ] |
| 2017년 | 제41회 일본 아카데미상                | 신인 배우상            | 테이이치의 나라 | [ 57 ] |
| 2018년 | 제42회 엘란도르상                     | 신인상                 | 빈칸            | [ 58 ] |
| 2018년 | 제26회 하시다상                       | 신인상                 | 빈칸            | [ 59 ] |
| 2018년 | GQ MEN OF THE YEAR 2018               | ACTOR OF THE YEAR      | 빈칸            | [ 60 ] |
| 2019년 | 베스트 스마일 오브 더 이어 2019       | 남자배우부문           | 빈칸            | [ 61 ] |
| 2020년 | 제104회 더 텔레비젼 드라마 아카데미상 | 남우주연상             | 테세우스의 배   | [ 62 ] |

### 참고 문헌
- 《ryomania》. 주부와 생활사. 2015년 7월 31일. ISBN 978-4-07-412369-8.
- 《가면라이더 드라이브 초전집》. 텔레비전판 디럭스 애장판 제1부판. 도쿄도: 쇼가쿠칸. 2015년 11월 11일. ISBN 978-4-09-105152-3.

### 내용주
1. 1 2  타케우치 호노카(일본어: たけうち ほのか, 1997년 4월 6일 ~ )는 일본의 모델, 배우, 인스타그램 셀럽이다. 도쿄도 출신. GROVE 소속.
2. 1 2  타케우치 유이토(竹内 唯人, 2001년 1월 9일)는 일본의 가수, 유튜버이다. 도쿄도 출신. GROVE 소속. 레이블은 닛폰 크라운이다.
3. ↑  2013년 11월부터 12월까지 도쿄 빅 사이트에서 개최.
4. ↑  니시카와 슌스케와 공동 주연
5. ↑  개봉일 기준은 일본에서의 개봉일이다.
6. ↑  사노 가쿠와 공동 주연
7. ↑  니시메 슌와 공동 주연
8. ↑  츠치야 타오와 공동 주연
9. ↑  하마베 미나미와 공동 주연
10. 1 2  개봉·방송일자 기준은 일본에서의 공개일이다.

### 참조주
1. ↑  “릿쇼 대학 학원 신문 Vol.123” (PDF). 릿쇼 대학 학원. 2013년 10월 1일. 2015년 7월 5일에 원본 문서 (PDF)에서 보존된 문서. 2015년 7월 4일에 확인함.
2. 1 2 3 4  “mina : 첫 남성 모델에 원 베르디유스 타케우치 료 씨 「남자친구하고 싶다」2500명에서 선출”. 마이니치 신문 디지털. 2013년 4월 20일. 2014년 8월 28일에 원본 문서에서 보존된 문서. 2014년 8월 28일에 확인함.
3. 1 2 3 4 5 6  “하기니와 케이타 YOUR EYES ONLY > 다케우치 료마”. 주간 문춘WEB. 2013년 11월 4일. 2014년 8월 28일에 원본 문서에서 보존된 문서. 2014년 8월 28일에 확인함.
4. 1 2 3  “타케우치 료마”. 호리프로 공식 사이트. 2014년 8월 28일에 확인함.
5. 1 2  Ryomania 2015, 76–77쪽, 「타케우치 료마 INTERVIEW」.
6. ↑  “힘내라 타케! “새로운 라이더” 타케우치 료마에 베르디 유스 동기화 우정 에일!”. 스포니치 아넥스. 2014년 8월 28일. 2014년 8월 28일에 확인함.
7. ↑  “유스 선수／스태프 소개”. 도쿄 베르디. 2015년 9월 26일에 원본 문서에서 보존된 문서. 2015년 8월 2일에 확인함.
8. 1 2  “지구환경과학부 2년 타케우치 료 씨가 2개의 오디션에서 그랑프리에 빛나는!”. 릿쇼 대학. 2013년 10월 4일. 2015년 5월 9일에 원본 문서에서 보존된 문서. 2014년 11월 15일에 확인함.
9. 1 2  ““신인배우”타케우치 료마, 새로운 가면라이더에 발탁 「1년간, 전력으로」”. ORICON STYLE. 2014년 8월 28일. 2014년 8월 28일에 확인함.
10. ↑  “제43회 도쿄 모터쇼 2013 축구 패밀리 「쿠루마가 사람들」 결성 「차남은 너다!」오디션을 실시”. 제43회 도쿄 모터쇼 2013 축구 패밀리. 2013년 6월 21일. 2015년 10월 21일에 확인함.
11. 1 2  “「멋진 오빠에 기쁘다」삼대 JSB 이와타의 동생 역에 다케우치 료마 결정! 쿠루마가 사람들 오디션 결과 발표!”. 텔레비전 도갓찌. 2013년 8월 21일. 2014년 9월 3일에 원본 문서에서 보존된 문서. 2014년 8월 28일에 확인함.
12. ↑  “극장판 「가면라이더 드라이브」 「수리검전대 닌닌쟈」특집”. 영화나탈리. 2015년 8월 7일. 2015년 9월 8일에 확인함.
13. ↑  “최신작 「가면라이더 드라이브」 사상 최초·자전거를 타지 않고 차를 타는 형사 라이더”. 마이 나비 뉴스. 2014년 8월 28일. 2014년 8월 28일에 확인함.
14. ↑  “타케우치 료마 새로운 라이더는 축구 선수의 “변신” 「삼촌이 울고 기뻐했다」”. 스포니치 아넥스. 2014년 8월 28일. 2014년 8월 28일에 확인함.
15. ↑  “「변두리 로켓」타케우치 료마의 “감동의 눈물”을 낳은 현장의 전문성 - 스포니치 Sponichi Annex 예능”. 《스포니치 Sponichi Annex》 (일본어). 2018년 10월 29일에 확인함.
16. ↑  “타케우치 료마 “올해의 히트인”에 선정! 대인기에 만족하지 않고 높은 목표를 - 시네마 투데이”. 《시네마투데이》 (일본어). 2018년 10월 29일에 확인함.
17. ↑  “「2017년 브레이크 배우」랭킹”. 《ORICON NEWS》 (일본어). 2018년 10월 29일에 확인함.
18. ↑  “타케우치 료마 남성 “사진 No.1” 획득 「1위를 주셔서 내년에도 노력하려고 했습니다!」”. 《ORICON NEWS》 (일본어). 2018년 10월 29일에 확인함.
19. ↑  “타케우치 료마 : 엘란도르상 수상에 「더 보고 싶은 표현을」라고 자세  - MANTANWEB (만탄웹)”. 《MANTANWEB (만탄웹)》 (일본어). 2018년 10월 29일에 확인함.
20. ↑  “원 J 유스 타케우치 료마가 이시하라 유지로 신인상 / 영화 대상 - 시네마 : 닛칸 스포츠”. 《nikkansports.com》 (일본어). 2018년 10월 29일에 확인함.
21. ↑  “타케우치 료마가 영화 「철벽선생」에서 주연 도전. 하마베 미나미와 공연”. 《HuffPost Japan》 (일본어). 2018년 1월 8일. 2018년 10월 2일에 확인함.
22. 1 2  “타케우치 료마, 일요극장과 함께 성장 드디어 주연 20년 1월 「테세우스의 배」”. 《Sponichi Annex》 (스포니치 신문사). 2019년 10월 28일. 2019년 10월 28일에 확인함.
23. 1 2  Ryomania, 76–77쪽.
24. ↑  카미쿠사 유우 (2013년 11월 7일). “가족 사랑 타케우치 료마”. 하기니와 케이타 사진 사무실. 2018년 1월 22일에 확인함.
25. ↑  “타케우치 유이토 & 타케우치 호노카 남매 관계를 이야기 서로의 원하는 곳에 & 2명으로 활동을 시작한 이유 <모델 프레스 인터뷰> - 모델 프레스”. 《모델 프레스 - 라이프 스타일 패션 조이 뉴스》 (일본어). 2019년 12월 1일. 2020년 5월 26일에 확인함.
26. ↑  “타케우치 료마의 동생 유이토 주제가 담당 아사히 「잿빛 상자 속에서」 드라마 데뷔 간호사 역에 도전 「긴장하지 않고 연기했다」 : 스포츠호치” (일본어). 2020년 2월 21일. 2020년 5월 26일에 확인함.
27. ↑  “타케우치 료마 수학 교사 역, 학생·하마베 미나미와 금단의 사랑 「선생 군주」 실사화”. 《CINRA.NET》. 2018년 1월 9일. 2018년 10월 5일에 확인함.
28. 1 2  《「호리이 유우키 (각본) × 오오모리 타카히토 (도에이 프로듀서) × 모치즈키 타쿠 (도에이 프로듀서)」》. 104–105쪽.
29. 1 2  《「토쿠조카의 애프터 5 「가면라이더 드라이브 기념 좌담회」》. 2015. 99–101쪽.
30. ↑  “『변두리 로켓』캐스팅 추가 발표 자이젠 부장 역의 킷카와 코지는 TBS 드라마 첫 출연”. ORICON STYLE. 2015년 9월 17일. 2015년 9월 22일에 확인함.
31. ↑  “『병아리』캐스트 발표 시마자키 하루카, 타케우치 료마, 후루타치 유타로 등의 첫 출연”. 《ORICON NEWS》 (일본어). 2018년 10월 2일에 확인함.
32. ↑  “타케우치 료마, “와일드” 역으로 새로운 경지! 타카하타 미츠키와 첫 공동 출연 「과보호의 카호코」 cinemacafe.net”. 《cinemacafe.net》 (일본어). 2018년 10월 2일에 확인함.
33. ↑  “타케우치 료마, 격전 오디션 이겨 “육왕” 출연 「운명적인 것을 느낍니다」”. 《ORICON NEWS》. 2017년 9월 7일. 2018년 10월 2일에 확인함.
34. ↑  “타카하타 미츠키 & 타케우치 료마 부활 「과보호의 카호코」는 “결혼 반지”로 변화 실감 계속 하지메 인기에 놀라 - 모델 프레스”. 《모델 프레스 - 라이프 스타일 패션 조이 뉴스》 (일본어). 2018년 10월 2일에 확인함.
35. ↑  “드라마 「타케우치 료마의 촬휴」 제작 결정, 감독 히로키 류이치, 우치다 에이지, 마츠모토 하나”. 나타샤. 2020년 7월 15일. 2020년 9월 30일에 확인함.
36. ↑  “드라마『타케우치 료마의 촬휴 』제작 결정 「조금 힘이 빠진 자신 같은 것도」”. 《ORICON NEWS》 (oricon ME). 2020년 7월 15일. 2020년 9월 30일에 확인함.
37. 1 2  “타케우치 료마, “죽음과 이웃 관계”의 종말 세계 살아남는! 드라마 「그대와 세상이 끝나는 날에」로 주연”. 《영화.com》 (주식회사 영화닷컴). 2020년 10월 9일. 2020년 10월 9일에 확인함.
38. ↑  “「가면라이더」신작 영화 드라이브 타케우치 료마 & 마법사 시라이시 슌야가 출연”. 《영화 나탈리》 (주식회사나타샤). 2016년 11월 24일. 2016년 11월 24일에 확인함.
39. ↑  “영화 「푸른 하늘 옐」 츠바사 역은 츠치야 타오, 다이스케 역 타케우치 료마! 하야마 쇼노도 출연”. 코믹나탈리. 2016년 1월 11일. 2016년 1월 11일에 확인함.
40. ↑  “「테이이치의 나라」에 노무라 슈헤이, 타케우치 료마, 마미야 쇼타로, 치바 유다이, 시손 쥰 외 출연”. 《코믹나탈리》 (주식회사 나타샤). 2016년 11월 16일. 2016년 11월 16일에 확인함.
41. ↑  “「철벽선생」실사 영화화! 히로미츠 유키 역 타케우치 료마, 사마루 아유하 역은 하마베 미나미”. 《코믹나탈리》 (주식회사나타샤). 2018년 1월 8일. 2018년 1월 8일에 확인함.
42. ↑  “후지와라 타츠야 × 타케우치 료마의 서스펜스「 태양은 움직이지 않는다」 새로운 공개일은 내년 3월 5일에”. 《영화나탈리》 (나타샤). 2020년 8월 4일. 2020년 11월 22일에 확인함.
43. ↑  “타케우치 료마가 후지와라 타츠야 친구에 「태양은 움직이지 않는다」로 본격 액션 도전”. 《영화나탈리》 (주식회사나타샤). 2019년 5월 21일. 2019년 5월 21일에 확인함.
44. ↑  “타케우치 료마. 뮤지컬에 첫 출연 & 첫 주연! 댄스에도 첫 도전 「무턱대고 할 수 밖에 없다.」”. 《SANSPO.COM》 (산케이디지털). 2020년 10월 21일. 2020년 10월 21일에 확인함.
45. ↑  “츠츠미 신이치, 성우 첫 도전 안도 마사시 감독 「사슴의 왕」 9·10 공개 타케우치 료마·안도 출연”. 《ORICON NEWS》. 2021년 4월 1일. 2021년 4월 1일에 확인함.
46. ↑  “타케우치 료마 「포켓몬」할리우드 실사 영화로 첫 성우 피카츄의 친구 역으로 「어릴 때부터의 꿈」”. 《ORICON NEWS》. 2018년 11월 29일. 2018년 11월 29일에 확인함.
47. ↑  “사랑을 쉬게 한 여자 필견!  러브 스토리 「10일 운명의 연인을 찾아내는 방법」을 체크”. 마이 나비 우먼. 2014년 5월 15일. 2014년 8월 28일에 확인함.
48. ↑  “그대와 세상이 끝나는 날에 : 시즌 3 제작 결정 “히비키” 타케우치 료마는 연임에 시즌 2 새로운 티저 영상도 공개”. 《MANTANWEB》. 주식회사MANTAN. 2021년 4월 25일. 2021년 6월 2일에 확인함.
49. ↑  “타케우치 료마：TBS 계열 “싸커W컵” 방송의 SP 서포터 취임「울먹일 정도로 기쁘다」 - MANTANWEB (만탄웹)”. 《MANTANWEB (만탄웹)》 (일본어). 2018년 10월 2일에 확인함.
50. ↑  “「푸른하늘 옐」타케우치 료마가 연기하는 다이스케의 어나더 스토리 그리는 주제가 MV”. 《영화나탈리》. 2016년 8월 19일. 2016년 8월 22일에 확인함.
51. ↑  도호MOVIE채널 (2018년 6월 26일). “『철벽선생』×TWICE 콜라보 MV【주제가：I WANT YOU BACK】”. 2018년 10월 2일에 확인함.
52. ↑  “베스트 스타일링 어워드 2016 : 하베이 마유코, 미요시 아야카, 타케우치 료마가 “아름다운 헤어스타일” 수상  - MANTANWEB (만탄웹)”. 《MANTANWEB (만탄웹)》 (일본어). 2018년 10월 2일에 확인함.
53. ↑  “타케우치 료마 “올해의 히트인”에 선정! 대인기에 만족하지 않고 높은 목표를 - 시네마 투데이”. 《시네마투데이》 (일본어). 2018년 10월 2일에 확인함.
54. ↑  “원 J유스 타케우치 료마가 이시하라 유지로 신인상 / 영화 대상 - 시네마 : 닛칸 스포츠”. 《nikkansports.com》 (일본어). 2018년 10월 2일에 확인함.
55. ↑  더 텔레비젼 드라마 아카데미상 공식 사이트
56. ↑  제9회 컨피던스 어워드 드라마상 보관됨 2015-10-28 - 웨이백 머신 오리콘, 2018년 1월 22일에 확인.
57. ↑  “아카데미상 공식 사이트”. 《www.japan-academy-prize.jp》. 2018년 10월 2일에 확인함.
58. ↑  “엘란도르 상 역대 수상자 목록”. 일본 영화 텔레비전 프로듀서 협회. 2018년 1월 23일에 원본 문서에서 보존된 문서. 2018년 1월 22일에 확인함.
59. ↑  “「제26회 하시다상」 마츠 타카코, 아리무라 카스미, 타케우치 료마 등 수상자 발표 - 시네마 투데이”. 《시네마투데이》 (일본어). 2018년 10월 2일에 확인함.
60. ↑  “타케우치 료마와 다나카 카일 10조가 「2018년의 남자들」에! 「GQ MEN OF THE YEAR 2018」 기자회견 리포트 : GQ JAPAN”. 《GQ JAPAN》 (일본어). 2018년 11월 22일. 2018년 11월 22일에 원본 문서에서 보존된 문서. 2018년 11월 22일에 확인함.
61. ↑  “타케우치 료마 「드디어 왔다!」 베스트 스마일 오브 더 이어 수상에 기쁨”. 《마이 나비 뉴스》. 2019년 11월 7일. 2020년 6월 13일에 확인함.
62. ↑  남우주연상 수상 결과 | 제104회 - 더 텔레비젼 드라마 아카데미상 더 텔레비전, KADOKAWA 2020년 11월 4일에 확인.